# Abberton Reservoir
Pour les articles homonymes, voir Abberton.
L'Abberton Reservoir est un grand réservoir d'eau douce situé dans l'est de l'Angleterre, près de la côte de l'Essex et de la ville de Colchester. La majeure partie de son eau est pompée de la rivière Stour. D'une superficie de 7 kilomètres carrés, c'est la plus grande étendue d'eau douce de son comté.
Le réservoir est important pour les biodiversité locale et les oiseaux en particulier. C'est une zone humide d'importance internationale, désignée comme site Ramsar, site d'intérêt scientifique particulier et zone de protection spéciale.
Au cours de la Seconde Guerre mondiale, le réservoir a été utilisé par le No. 617 Squadron RAF (The Dam Busters) pour les essais de bombardement des barrages allemands de la Ruhr, à l'instar de l'opération Chastise.